# Wife Number 13
Wife Number 13 (en árabe: الزوجة ١٣) es una película egipcia de 1962 dirigida por Fatin Abdel Wahab y escrita por Abo El Seoud El Ebiary. Ingresó en el duodécimo Festival Internacional de Cine de Berlín.

## Elenco
- Rushdy Abaza como Mourad Salem.
- Shadia como Aida Saber Abdel Saboor.
- Abdel Moneim Ibrahim como Ibrahim.
- Shwikar como Karima.
- Hassan Fayek como Saber Abdel Saboor.
- Wedad Hamdy como Boumba.